# Niederwampach
Niederwampach (en luxemburguès: Nidderwampech; alemany:  Niederwampach) és una vila de la comuna de Wincrange, situada al districte de Diekirch del cantó de Clervaux. Està a uns 49 km de distància de la ciutat de Luxemburg.